# Cantharellula
Cantharellula Singer, Revue Mycol., Paris 1: 281 (1936)
Cantharellula è un genere di funghi basidiomiceti della famiglia Tricholomataceae.

Recentemente alcune specie sono state annoverate al genere Pseudoclitocybe.

## Specie di Cantharellula
La specie tipo è Cantharellula umbonata (J.F. Gmel.) Singer (1936).

Altre specie sono:
- Cantharellula alpina G. Stev. (1964)
- Cantharellula coprophila (Speg.) Singer (1951)
- Cantharellula cyathiformis (Bull.) Singer (1936), (= Pseudoclitocybe cyathiformis)
- Cantharellula ectypoides (Peck) Singer (1942), (= Pseudoarmillariella ectypoides)
- Cantharellula expallens (Pers.) P.D. Orton (1960), (= Pseudoclitocybe expallens)
- Cantharellula felloides (Speg.) Singer (1951)
- Cantharellula fistulosa G. Stev. (1964), (= Pseudoarmillariella fistulosa)
- Cantharellula foetida G. Stev. (1964)
- Cantharellula graveolens (R.H. Petersen) M.M. Moser (1955), (= Pseudoomphalina graveolens)
- Cantharellula humicola Corner (1994), [RSD]
- Cantharellula infundibuliformis Singer (1969)
- Cantharellula intermedia (Kauffman) Singer (1951)
- Cantharellula lilacinopruinatus Hermitte, Eyssart. & Poumarat (2005)
- Cantharellula obbata (Fr.) Bousset (1939), (= Pseudoclitocybe obbata)
- Cantharellula oregonensis (Murrill) Singer (1942)
- Cantharellula tarnensis (Speg.) Singer (1952)
- Cantharellula umbrosa (A.H. Sm. & M.B. Walters) Singer (1951)
- Cantharellula waiporiensis (G. Stev.) E. Horak (1971)